# Xylometazolin

Strukturformel

Xylometazolin är ett adrenergikum för lokalbehandling av sjukdomar i näsan, bland annat nästäppa och bihåleinflammation. Läkemedlet har en kärlsammandragande och slemhinneavsvällande effekt. Det säljs som näsdroppar och nässprej.